# Бруцци, Стефано
Стефано Бруцци (итал. Stefano Bruzzi; 1 мая 1835, Пьяченца — 4 января 1911, Пьяченца, Эмилия-Романья) — итальянский фигуративный художник, пейзажист, приверженец флорентийского течения маккьяйоли.

## Биография
Стефано Бруцци родился в Пьяченце 1 мая 1835 года. Его отец, Пьетро, был судьей; мать — Анна Пистони. В Пьяченце Стефано поступил в Институт изящных искусств Газзола. В возрасте 19 лет он отправился в Рим, чтобы учиться у художника Алессандро Кастелли (1809—1902). Его пребывание в Риме длилось четыре года, в течение которых он подружился с Нино Костой, через которого познакомился с Арнольдом Бёклином.
Его первая картина «Замок Гроппарелло» датируется 1855 годом. Она была написана по заказу маркиза Филлипа Ангвиссолы.
По возвращении из Рима Бруцци поселился в Ронколо-ди-Гроппалло, где также купил дом. Здесь он нашёл убежище до изгнания австрийцев из Пьяченцы, куда он вернулся в 1860 году и где женился.
Между 1860 и 1863 годами он жил со своей семьёй сначала в Болонье, а затем в Милане. От этого брака родилось семеро детей.
В 1874 году семья переехала во Флоренцию, где Стефано Бруцци познакомился с Джованни Фаттори, Телемако Синьорини, Филиппо Палицци, Серафино де Тиволи, Джероламо Индуно, Винченцо Кабианкой, Вито Д’Анкона и Доменико Морелли, ведущими представителями веризма тосканского течения «маккьяйоли», от которых его живопись, уже сродни этому стилю и этим темам, получила значительный импульс.
Бруцци начал выставлять свои работы и в 1888 году получил первую серебряную медаль на Болонской выставке с картиной «Возвращение с рынка». Его слава перешагнула через Альпы благодаря дружбе со швейцарским художником Арнольдом Бёклином, который познакомил его со швейцарскими арт-дилерами.
В 1895 году он окончательно вернулся в Пьяченцу, где занял кафедру фигурной живописи в Институте изящных искусств Газзола, впоследствии став его директором.
В 1897 году на Венецианской биеннале он выставил картину «Дон Кихот» (Don Chisciotte che si slancia contro le pecore), которая считается его шедевром.
Его работы были многочисленными, но всегда высокого уровня, и продолжались до самой его смерти в Пьяченце 4 января 1911 года.
Стефано Бруцци представлен в Национальной галерее современного искусства в Риме с картиной «I primi a far la rotta».

## Некоторые из работ
- Il castello di Gropparello, 1855
- I primi a far la rotta, 1884
- La pecoraia o Erba ghiotta, 1884
- Don Chisciotte, 1897
- Letizia e Autunno, 1900
- In alto, 1901
- Fatica, 1906
- I due cugini
- Ritorno all’ovile
- Nel bosco
- la fiera del paese
- Egloga o La quiete
- Ritorno all’ovile
- Passo difficile